# Margrit Stamm
Margrit Stamm (* 13. August 1950 in Aarau) ist eine Schweizer Erziehungswissenschaftlerin und emeritierte Professorin für Erziehungswissenschaften an der Universität Freiburg. Ihre Forschungsschwerpunkte liegen in den Bereichen der Begabung, der Frühförderung, der Qualität in der Berufsbildung und der Förderung von Migrantenkindern.

## Leben
Stamm besuchte von 1966 bis 1970 das Lehrerseminar in Aarau und arbeitete daraufhin bis 1977 als Primarlehrerin in den Kantonen Aargau und Zürich. Von 1985 bis 1990 studierte sie Pädagogik, Psychologie und Soziologie an der Universität Freiburg. 1992 erfolgte die Promotion an der Universität Zürich bei Helmut Fend unter dem Titel „Hochbegabungsförderung in den Deutschschweizer Volksschulen: historische Entwicklung, Zustandsanalyse, Entwicklungsplan“.
Ab 2001 war sie zuerst als Lehrbeauftragte an der Fachhochschule Aargau und danach an der Universität Bern in den Bereichen Pädagogische Psychologie und Allgemeine Didaktik tätig. Von 1999 bis 2004 arbeitete sie als Dozentin an verschiedenen NDS und internationalen Ausbildungslehrgängen. Sie gründete 1995 das Institut für Bildungs- und Forschungsfragen in Aarau und leitete dieses bis 2004. Währenddessen wurde sie an der Universität Freiburg 2003 unter dem Titel „Evaluation und ihre Folgen für die Bildung: eine unterschätzte pädagogische Herausforderung“ habilitiert. 2004 trat sie eine assoziierte Professur in Freiburg am Departement Erziehungswissenschaften mit dem Schwerpunkt Berufs- und sozialpädagogische Aspekte des Jugendalters an. Seit 2007 ist sie dort ordentliche Professorin mit Schwerpunkt Sozialisation und Humanentwicklung. 2011 gründete sie das schweizweit erste universitäre Zentrum für frühkindliche Bildung (ZeFF) und wurde Leiterin des Leading House - Qualität der beruflichen Bildung, ein Kompetenzzentrum des Bundesamts für Berufsbildung und Technologie (BBT). Ende 2012 wurde sie emeritiert. Seit 2012 leitet sie das von ihr gegründete Forschungsinstitut Swiss Education.
Neben ihrer Anstellung als Professorin ist sie ausserdem Expertin bei der Grosseidgenössischen Fachhochschulkommission, Gutachterin des Schweizerischen Nationalfonds, Mitglied des Rats des Eidgenössischen Hochschulinstituts für Berufsbildung und den nationalen und internationalen Vereinigungen SGBF, AERA, EARLI, BERA, DGfE.
Sie ist verheiratet und hat zwei Kinder.

## Forschungen
Ihre Forschungsschwerpunkte sind frühkindliche Bildungsforschung, Bildungslaufbahnen vom Vorschulalter bis zur Berufseinmündung, Begabungsforschung, abweichendes Verhalten im Jugendalter (Schulabsentismus und Schulabbruch) und Berufs- und Sozialpädagogik des Jugend- und frühen Erwachsenenalters. 
Zu ihren wichtigsten Forschungsprojekten in diesen Bereichen zählen 
- „Universitäres Zentrum für frühkindliche Bildung Fribourg, ZeFF“, Jacobs Foundation und Mercator Stiftung (2011-)
- „Leading House Qualität der beruflichen Bildung QUA-VET“, Bundesamt für Berufsbildung und Technologie, BBT (2011-)
- „Früher an die Bildung - erfolgreicher in die Zukunft? (FRANZ)“, AVINA- und der HAMASIL-Stiftung (2010–2013)
- „Migrantinnen und Migranten als Aufsteiger (MIRAGE)“, Bundesamt für Berufsbildung und Technologie, BBT (2009–2012)

- „Die Zukunft verlieren? Schulabbrecher in der Schweiz“, Gebert Rüf Stiftung (2008–2011)
- „Frühkindliche Bildung in der Schweiz. Eine Grundlagenstudie im Auftrag der UNESCO-Kommission Schweiz.“, Avina-, GEBERT-RÜF-, Jacobs-, Mercator- und Göhner-Stiftung (2008–2009)
- „Die Wirkung von vorschulischen Kompetenzen auf die Berufsausbildung“, Berufsbildungsforschung des BBT (2006–2009)
- „Early Career Development of Precocious Readers and Mathematicians“ Schweizerischer Nationalfonds (1995–2008)
- „Schulabsentismus in der Schweiz: Ein Phänomen und seine Folgen.“, Schweizerischer Nationalfonds (2004–2006)
- „Begabung und Leistungsexzellenz in der Berufsbildung“, Berufsbildungsforschung des BBT (2006–2008)
- „Hoch begabt und 'nur' Lehrling? Eine empirische Studie zu den Ausbildungsverläufen besonders befähigter Jugendlicher im Schweizer Berufsbildungssystem“, Berufsbildungsforschung des BBT (2007–2008)
- „Early Reading and Mathematics among Palestinian Refugees in Lebanon“ (2006–2007)

Weitere Projektaufträge, die Margrit Stamm im Rahmen des Zentrums für Frühkindliche Bildung Fribourg ZeFF erhielt, waren die Studie „Integrationsförderung im Frühbereich – Was frühkindliche Bildung, Betreuung und Erziehung (FBBE) benötigt, damit sie dem Anspruch an Integration gerecht werden kann“ (im Auftrag des BFM), die Entwicklung eines neuen Evaluationsinstruments für das Frühförderprogramm schritt:weise (im Auftrag von a:primo und in Zusammenarbeit mit Interface Politikstudien) und die Mitarbeit an der Entwicklung eines Qualitätslables für Schweizer Kindertagesstätten (im Auftrag von KiTaS und der Jacobs Foundation).
Aufgrund ihrer Forschungsschwerpunkte nimmt Margrit Stamm in der Schweizer Forschungslandschaft eine Vorreiterrolle ein.

## Auszeichnungen
- Doron-Preis 2018[4]

## Schriften
Monographien
- Mit M. Holzinger-Neulinger, P. Suter: Dropouts in unserem Bildungssystem. Wiesbaden 2012.
- Frühkindliche Bildung, Betreuung und Erziehung. Bern 2010.
- Mit D. Edelmann: Frühkindliche Bildung, Betreuung und Erziehung: Was kann die Schweiz lernen? Chur/Zürich 2010.
- Begabte Minoritäten. Wiesbaden 2009.
- Mit V. Reinwand u. a.: Frühkindliche Bildung in der Schweiz. Eine Grundlagenstudie im Auftrag der Schweizer UNESCO-Kommission. Fribourg: Departement für Erziehungswissenschaften 2009.
- Die Psychologie des Schuleschwänzens. Rat für Eltern, Lehrer und Bildungspolitiker. Bern: Huber 2008.
- M. Niederhauser: Begabung, Erfolg und Scheitern. Dresden 2008.
- Kluge Köpfe, goldene Hände. Überdurchschnittlich begabte Lehrlinge in der Berufsausbildung. Chur/Zürich 2007.
- Du musst nicht perfekt sein, Mama! Piper, München 2020, ISBN 978-3-492-07026-3.
- Angepasst, strebsam, unglücklich. Kösel, München 2022, ISBN 978-3-466-37285-0.